# プリニャーノ・スッラ・セッキア
プリニャーノ・スッラ・セッキア（伊: Prignano sulla Secchia）は、イタリア共和国エミリア＝ロマーニャ州モデナ県にある、人口約3,800人の基礎自治体（コムーネ）。

## 地理

### 位置・広がり

#### 隣接コムーネ
隣接するコムーネは以下の通り。括弧内のREはレッジョ・エミリア県所属を示す。
- バイーゾ (RE)
- カステッララーノ (RE)
- パラーガノ
- ポリナーゴ
- サッスオーロ
- セッラマッツォーニ
- トアーノ (RE)

### 気候分類・地震分類
プリニャーノ・スッラ・セッキアにおけるイタリアの気候分類 (it) および度日は、zona E, 2975 GGである。
また、イタリアの地震リスク階級 (it) では、zona 3 (sismicità bassa) に分類される。

## 行政

### 分離集落
プリニャーノ・スッラ・セッキアには、以下の分離集落（フラツィオーネ）がある。
- Castelvecchio, Moncerrato, Montebaranzone, Morano, Pescarola, Pigneto, Saltino, Sassomorello